# Tumanian
Tumanyan (armeană Թումանյան) este un oraș din provincia Lori, Armenia.